# Sikosaari (ö i Södra Savolax, Nyslott, lat 61,68, long 29,14)
Sikosaari är en ö i Finland. Den ligger i sjön Pihlajavesi och i kommunen Nyslott i  landskapet Södra Savolax, i den sydöstra delen av landet, 280 km nordost om huvudstaden Helsingfors. Öns area är 6,3 hektar och dess största längd är 500 meter i sydöst-nordvästlig riktning.